# 麻布南部坂教会

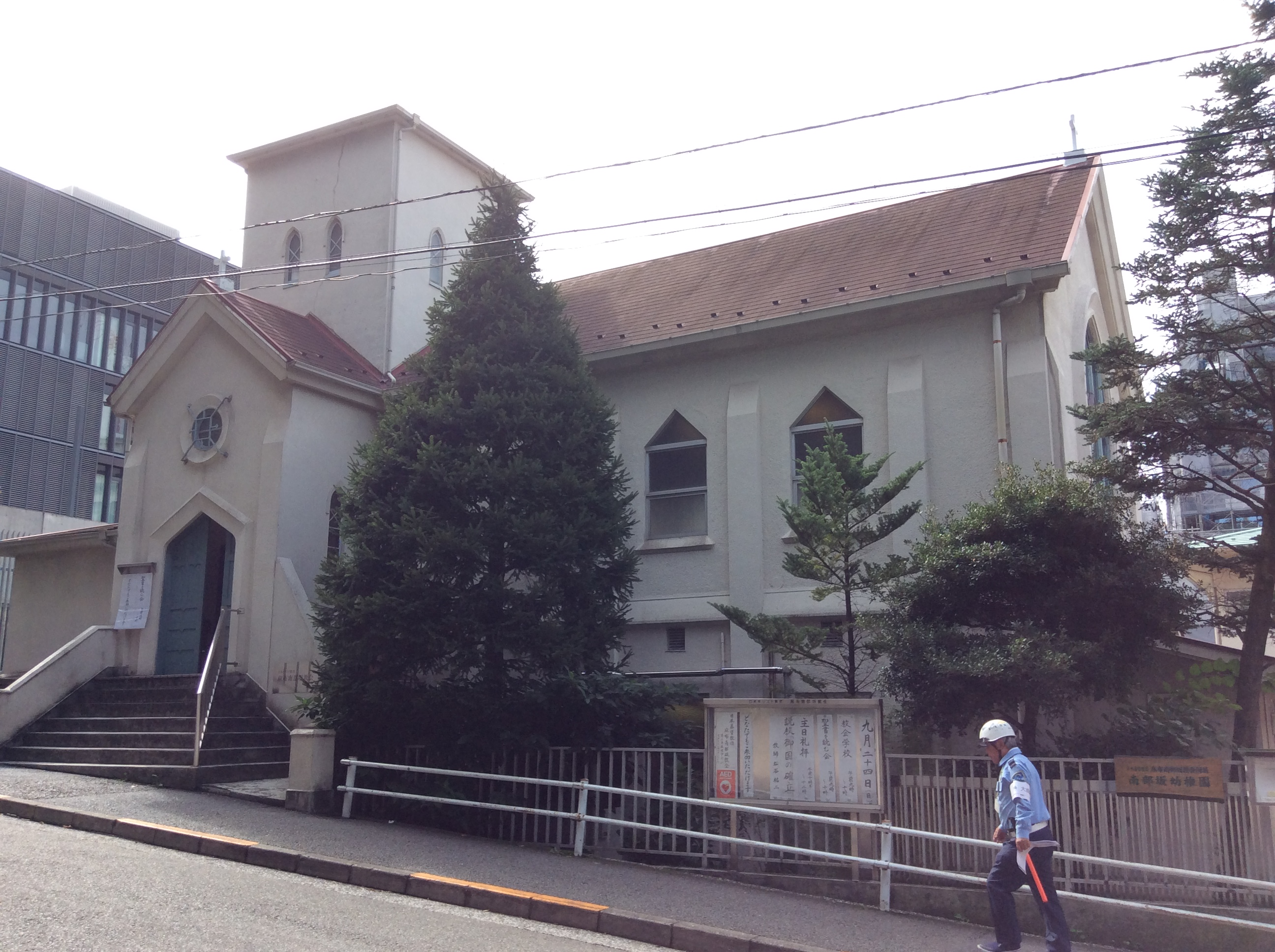
麻布南部坂教会の教会堂

麻布南部坂教会（あざぶなんぶざかきょうかい）は東京都港区南麻布に位置する教会。日本基督教団に属している。1933年竣工の教会堂はウィリアム・メレル・ヴォーリズが設計した。

## 歴史
新井正平牧師は1902年にアンセルモ神学校へ留学し一時帰国後、1912年にデートン・レフォームド神学校に留学。各地で伝道をしたのち1915年に上京し、同年12月19日に麻布我善坊町35に伝道所を開設し、「日本基督麻布伝道所」の表札を掲げた。これを「麻布伝道所」と呼んだ。
1916年6月23日、新井正平牧師が病死（36歳）。伝道師でキク夫人が伝道所を継続する。ドイツ改革派教会東北ミッション東京事務所のヘンリー・Ｋ・ミラー宣教師、シャフナー宣教師の協力・支援を受ける。9月24日、ヘンリー・Ｋ・ミラー宣教師により麻布伝道所最初の授洗が行われる。

### 年表
- 1917年11月 - 元・神田教会牧師の瀬上廣成牧師が着任。
- 1918年 - 麻布広尾の売却地を取得し、同年10月に牧師館が新築竣工。
- 1920年3月11日 - 麻布伝道教会（二種教会）が設立。この日を創立の記念日に定める[4]。
- 1927年4月 - 第一回麻布伝道教会総会を開催。議事は会堂新築等。
- 1928年1月 - 第二回麻布伝道教会総会を開催。議事は会堂建築資金等。
- 1929年1月 - 第三回麻布伝道教会総会を開催。
- 1933年
  - 7月 - 新会堂が竣工。
  - 11月19日 - 献堂式を行う[5]。
- 1936年
  - 2月28日 - ヘンリー・Ｋ・ミラー宣教師が死去。
  - 7月 - 瀬上廣成牧師辞任について教会臨時総会を開催、10月末日に瀬上牧師が辞任。成田良太牧師に引き継ぐ。
- 1939年4月10日 - 幼稚園の開園式を行う。
- 1941年
  - 1月 - 自給独立を決定。
  - 8月 - 「日本基督教団麻布南部坂教会」に改称。
  - 12月 - 皇軍慰問の感謝状を陸軍大臣より受ける[6]。
- 1943年12月 - 日本基督教団軍用機献納中央委員会より、軍用機献納金の要請を受ける[6]。
- 1944年1月18日 - 瀬上廣成牧師が死去。
- 1945年8月 - 副島正人副牧師を迎える。1946年に副牧師に就任。
- 1946年4月 - 法人組織教会となる。
- 1947年 - バイブルクラスが誕生。
- 1948年 - 成人会と婦人会が結成。
- 1949年 - 南多摩郡稲城村に伝道所を開設。青年会が発足[7]。
- 1951年 - 成田良太牧師が急死。副島正人副牧師が正牧師に昇格。
- 1952年9月 - 会堂増築落成式。
- 1955年
  - 4月 - 稲城教会独立を決議。
  - 5月 - 墓地着工式[8]。
- 1971年11月 - 創立五十周年記念礼拝を行う。創立五十周年記念特別講演で、三笠宮崇仁親王と崇仁親王妃百合子両氏による講演「バベルの塔」を開催[9]。
- 1976年1月 - 教会墓地が完成。
- 1979年5月 - 稲城教会三十周年記念式典を行う[9]。
- 1991年 - 副島正人牧師が辞任。北澤良夫牧師が就任。
- 1994年2月 - 「麻布南部坂教会七十年の歩み」を刊行。

## 歴代牧師
- 新井正平（1915-1916、麻布伝道所時代）
- 瀬上廣成（1917年-1936年）
- 成田良太（1936年-1951年）
- 副島正人（1951年-1991年）
- 北澤良夫（1991年-2001年）
- 渡邊義彦（2001年-2010年）[10]
- 松谷祐二（2010年-）[10]

## 所在地
- 東京都港区南麻布4丁目5番6号

## 交通アクセス
- 東京メトロ日比谷線広尾駅から徒歩3分

## 文献
- 麻布南部坂教会教会史七十年の歩み編纂委員会編集、1994年、『日本基督教団麻布南部坂教会七十年の歩み』